# Яцек Пєхота
Яцек Ян Пехота, пол. Jacek Jan Piechota (нар. 28 квітня 1959, Щецин) — польський політик, у 1985—2007 був депутатом Сейму PRL i RP IX, X, I, II, III, IV i V каденції, міністром економіки в уряді прем'єр-міністра Лешека Міллера від 2001 до 2003, міністром економіки і праці у другому уряді прем'єр-міністра  Марка Белки у 2005 році. Президент Польсько-української господарчої палати.

## Життєпис
У 1983 році закінчив магістратуру на Факультеті Хімічної Технології та Інженерії щецінського Політехнічного університету, отримавши ступінь інженера-хіміка. Під час навчання був членом президії ради вишу Соціалістичного Союзу Польських Студентів. У 1984—1985 роках працював вчителем хімії в VI Загальноосвітньому Ліцеї в Щецині. У 1978 році він приєднався до Польської Об'єднаної Робочої Партії, був комендантом Надодрянського Загону Союзу Польського Харцерства і І секретарем первинної партійної організації Польської об'єднаної робітничої партії при штаб ескадрильї Союзу Польського Харцерства. Працював у Об'єднанні «Ординатська».
Будучи членом ПОРП засідав у Міській Національній Раді Щецина. Був депутатом Сейму ПНР і Республіки Польщі IX, X, I, II, III і IV та V скликання від ПОРП, а пізніше від Союзу лівих демократів Щецинського округу (№ 91, № 20, № 44 та № 41). Після розпуску Польської об'єднаної робочої партії до 1999 року належав до соціал-демократії Республіки Польща. Фігурував у списку Мачеревича з 1992 як зареєстрований 3 травня 1984 щецинською Службою Безпеки Таємний співпрацівник «Роберт». У люстраційній декларації Яцек Піхота спростував співпрацю з органами безпеки ПНР. До декларації не було жодних зауважень від люстраційних органів.
З 19 листопада 2001 до 7 січня 2003 року він обіймав посаду міністра економіки в уряді Лешека Міллера. Був заступником міністра економіки і праці в уряді Марка Белки, а після відставки Ежи Хаузнера 31 березня 2005 року зайняв його місце, ставши міністром економіки та праці.
Яцек Пєхота був членом виборчого комітету Влодзімежа Цімошевича в президентських виборах 2005 року. У 2006 році за підтримки виборчого комітету Лівих і Демократів у місцевих виборах балотувався на пост президента Щецина. У першому турі голосування зайняв 2. місце (27,91 %, 38 059 голосів), у II турі програв кандидату від «Громадянської Платформи» Пьотру Кшистку, отримавши 35,17 % підтримки (40 394 голоси).
У 2007 році Яцек Пєхота не балотувався у дострокових парламентських виборах і відмовився від політичної діяльності, зайнявшись діяльністю у приватному секторі. Яцек Пєхота обіймає пост Президента Польсько-української господарчої палати, є ініціатором і співзасновником Асоціації Baltic Business Forum, яка організовує щорічно з 2009 року у Свіноуйсьці з польського боку і в Герінгсдорфі з німецької сторони економічну конференцію для бізнесу і державних структур з країн басейну Балтійського Моря і Східної Європи і є віце-президентом цієї організації. У 2011 році брав участь у виборах до Сенату в окрузі № 98, де зайняв 2. місце, отримавши 44 957 голосів (24,4 %). У 2015 був призначений віце-президентом Союзу Польських Парламентаріїв.

## Відзнаки
- Бронзовий Хрест Заслуги (1988)
- Медаль Комісії Національної Освіти (1989)
- орден Білої Зірки I класу (Естонія, 2002)
- орден «На благо Республіки»
- орден «За заслуги» ІІІ ступеня (Україна, 24 серпня 2013)[8]